# Seven Witches
Seven Witches — американская рок-группа из Нью-Джерси, основанная в 1998 году Джеком Фростом и Бобби Лукасом.

## История группы
После выхода демозаписи группа заключила контракт с Massacre Records. Вокалист и сооснователь группы Бобби Лукас покинул Seven Witches после выхода двух альбомов. Новым Вокалистом стал Вэйд Блэк, который пришёл из группы Crimson Glory.
Вместе в Вэйдом Блэком был записан третий альбом «Xiled To Infinity And One», но в 2002 году он тоже оставил группу. На его место пришёл Джеймс Ривьера из группы Helstar, с которым было записано два альбома — «Passage To The Other Side» и «Year Of The Witch». Джеймс Ривьера покинул группу в 2005 году, чтобы заняться своим основным проектом «Helstar».
В июне 2005 года к группе присоединился вокалист Алан Техио, с которым был записан шестой студийный альбом группы «Amped».
Seven Witches сейчас записывают новый альбом под рабочим названием «Deadly Sins».

## Дискография

### Студийные альбомы
- Seven Witches (демо) (1998)
- Second War In Heaven (1999)
- City Of Lost Souls (2000)
- Xiled To Infinity And One (2002)
- Passage To The Other Side (2003)
- Year Of The Witch (2004)
- Amped (2005)
- Years Of The Witch [DVD] (2005)
- Deadly Sins (2007)
- Call Upon The Wicked (2011)
- Rebirth (2013)
- The Way Of The Wicked (2015)

## Состав группы
- Alan Tecchio — Вокал (2005-)
- Jack Frost — Гитара (1998-)
- Kevin Bolembach — Бас-гитара (2005-)
- Steve Delaney — Ударные (2006-)

### Бывшие участники

#### Вокал
- Bobby Lucas (1998—2000)
- Wade Black (2000—2002)
- James Rivera (2002—2005)

#### Бас-гитара
- Larry Montozza (1998)
- Billy Mez (1998—2002)
- Joey Vera (2002—2004)
- Dennis Hayes (2003—2005)

#### Ударные
- Brian Vincent (1998—2000)
- John Osborn (2000—2001)
- Brian Craig (2001—2004)
- Craig Anderson (2004)
- Jeff Curenton (2004—2006)